# Ecra - Edizioni del Credito Cooperativo
Ecra - Edizioni del Credito Cooperativo è una casa editrice italiana nata nel 1969. La sua attività editoriale è finalizzata all’informazione e alla valorizzazione dell’economia civile e della cooperazione mutualistica, con particolare riguardo al Credito Cooperativo.

## Storia
Nata nel 1969, Ecra ha in catalogo volumi su temi che interessano il settore bancario e finanziario, con particolare riferimento alla cooperazione di credito. 
L'editrice, infatti, è controllata da Federcasse, ente associativo nazionale delle Banche di Credito Cooperativo - Casse Rurali italiane (BCC-CR).
Dall'inizio degli anni 2000 l'attività di Ecra si è rivolta anche alla pubblicazione di saggi divulgativi sulle tematiche della finanza e in particolare quella sostenibile, analizzandone l’impatto sulla sfera politica e sociale.
Fra le sue collane da citare quella di "Italia della nostra gente", ideata nel 1982 da Pepi Merisio che con oltre quaranta titoli è una delle collane italiane più longeve in ambito fotografico.

## Collane
Nel catalogo dell'editrice risultano oltre venti collane.

### Collane tecniche
- Monografie
- Strumenti; Strumenti Pocket
- Quaderni di Coopernico

### Collane di saggistica, attualità
- Biblioteca
- Economia civile
- Quaderni della Fondazione Tertio Millennio
- Scoop
- Testimonianze; Testimonianze Pocket

### Collane letterarie e fotografiche
- Ecra letteratura
- Ecra Pocket
- Italia della nostra gente
- L'Italia raccontata dagli scrittori
- Scrittrici d'Italia
- Universale

### Collane dedicate alla storia e ai valori del Credito Cooperativo
- Annuario del Credito Cooperativo
- BiblioBCC
- Documenti; Documenti Pocket
- Ricerche CRCC (in collaborazione con il Centro di Ricerca sul Credito Cooperativo dell'Università Cattolica del Sacro Cuore)
- Storia delle BCC

## Autori
Tra i principali autori pubblicati da Ecra figurano gli economisti italiani Leonardo Becchetti, Luigino Bruni, Pietro Cafaro, Rainer Masera, Alessandra Smerilli, Stefano Zamagni, Vera Negri Zamagni, Ugo Biggeri.
Nella collana fotografica "Italia della nostra gente", nata nel 1982, gli scatti di Pepi Merisio e del figlio Luca nel tempo sono stati introdotti e commentati da studiosi, giornalisti e scrittori di fama internazionale fra i quali Ulderico Bernardi, Giovanni Arpino, Carlo Bo, Giulio Andreotti, Geno Pampaloni, Arcangelo Lobianco, Federico Fazzuoli, Paolo Frajese, Federico Fazzuoli, Antonio Lubrano, Chiara Frugoni, Stenio Solinas, Alessandro Barbero, Ermanno Cavazzoni, Marco Lodoli, Antonio Paolucci, Luigi Accattoli, Gianfranco Ravasi, Philippe Daverio, Pietro Parolin, Sveva Sagramola, Antonio Polito.
Autore delle illustrazioni della collana letteraria "L'Italia raccontata dagli scrittori" è il noto regista di film d'animazione Simone Massi.

## Riviste
- Credito Cooperativo edito dal 1984.
- Cooperazione di Credito quadrimestrale.